# مهندسی سرامیک

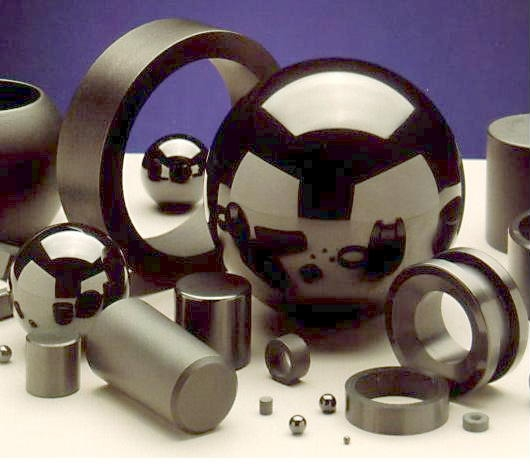
اجزای یاتاقان ساخته شده از سیلیکون نیترید با خلوص ۱۰۰٪

مهندسی سرامیک (انگلیسی: Ceramic engineering) به‌طور کلی دانش تولید و به کاربردن اشیاء جامدی است که اجزاء تشکیل‌دهنده اصلی و عمده آن‌ها مواد غیرآلی و غیرفلزی است. به عبارت دیگر مهندسی سرامیک علاوه بر سفالینه‌ها شامل انواع چینی‌ها، دیرگدازها، فراورده‌های رسی ساختمانی، موادساینده، لعاب‌های چینی، سیمان، شیشه، مواد مغناطیس غیرفلزی، فروالکتریک‌ها، تک بلورهای مصنوعی و محصولات پیچیده‌تر دیگر نیز می‌شود.
این مواد به دو روش ایجاد می‌شوند:بااعمال گرما ویا با استفاده از واکنش‌های بارش محلول‌های شیمیایی باخلوص بالا در دماهای پایین‌تر. این فرایند شامل تصفیه مواد اولیه، مطالعه وتولید ترکیبات شیمیایی مورد نظر تشکیل آن‌ها به اجزاء و بررسی ساختار، ترکیب و خواص آن‌ها می‌باشد. مواد سرامیکی ممکن است دارای ساختار بلوری یا تا حدی کریستالی، با نظم دوربرد در مقیاس اتمی باشند. سرامیک‌های شیشه ای ممکن است دارای ساختار آمورف یا شیشه ای باشند، با نظم اتمی محدود یا کوتاه. آنها یا از یک توده مذاب تشکیل شده‌اند که باعث خنک شدن می‌شوند، یا با از دست دادن گرما تشکیل و بلوغ می‌شوند یا در دماهای پایین می‌تواند به وسیله سنتز هیدروترمال یا سنتز شیمیایی صورت بگیرد.
مشخصه اصلی سرامیک‌ها، مقاومت خیلی زیاد آن‌ها در برابر تأثیر مواد شیمیایی و دماهای بالا است، یعنی بیشتر فراورده‌های سرامیکی مانند اجزای متشکله خود، در برابر آب، اسیدها، گازها، نمک‌ها و دماهای بالا مقاومت خوبی دارند و به همین سبب در ساخت قطعات مقاوم نسبت به خوردگی یا در روش‌های حفاظت از خوردگی از آن‌ها استفاده زیادی می‌شود. یکی دیگر از ویژگی‌های مواد سرامیکی ارزانی و فراوانی نسبی این مواد است. امروزه مهندسان سرامیک با کنترل نوع و نسبت ترکیب مواد اولیه، فراورده‌های گوناگونی مانند آجر و کاشی، آجر نسوز، ظروف چینی و سفالی، لعاب‌ها (به عنوان روکش فلزات و سرامیک‌های دیگر)، آلومین و تیتانات باریوم (در الکترونیک)، دی‌اکسید اورانیوم (به عنوان سوخت هسته‌ای) لعل یا نارسنگ (در لیزر)، شیشه و سیمان طراحی و تولید می‌کنند.

## صنعت مدرن

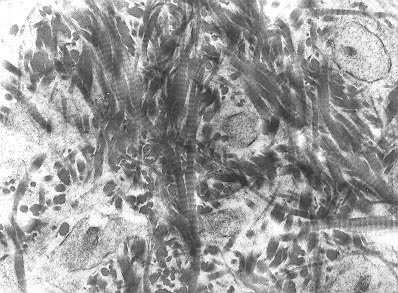
Collagen fibers of woven bone

Scanning electron microscopy image of bone

اکنون یک صنعت چند میلیارد دلاری در سال، مهندسی و تحقیقات سرامیک، خود را به عنوان یک حوزه مهم علمی تثبیت کرده‌است. با توسعه محققان انواع جدیدی از سرامیک‌ها برای ارائه اهداف مختلف، برنامه‌ها همچنان گسترش می‌یابند.
- سرامیک دی‌اکسید زیرکونیوم در ساخت چاقوها استفاده می‌شود. تیغه چاقو سرامیکی مدت زمان بیشتری از چاقوی استیل تیز خواهد ماند، در حالی که شکننده تر است.
- سرامیک‌هایی مانند آلومینا، کاربید بور و کاربید سیلیکون در جلیقه‌های ضد گلوله برای دفع آتش تفنگ سلاح‌های کوچک استفاده می‌شوند. چنین صفحات معمولاً به عنوان صفحات تروما شناخته می‌شوند و به دلیل وزن کم مواد نسبت به مواد مشابه برای محافظت از کابین‌های هواپیماهای نظامی نیز استفاده می‌شوند
- در اوایل دهه ۱۹۸۰، تویوتا موتور سرامیکی آدیاباتیکی را بررسی کرد که می‌توانست در دمای بیش از ۶۰۰۰ درجه فارنهایت (۳۳۰۰ درجه سانتیگراد) کار کند. موتورهای سرامیکی نیازی به سیستم خنک‌کننده ندارند و در نتیجه امکان کاهش عمده وزن و راندمان بیشتر سوخت را فراهم می‌کنند. بازده سوخت موتور نیز در درجه حرارت بالا بالاتر است، همان‌طور که در قضیه کاروت نشان داده شده‌است. در یک موتور فلزی معمولی، برای جلوگیری از ذوب شدن قطعات فلزی، بیشتر انرژی آزاد شده از سوخت باید به عنوان گرما مازاد حدر برود. با وجود همه این خصوصیات مطلوب، چنین موتورهایی در تولید نیستند زیرا ساخت قطعات سرامیکی در دقت و دوام مورد نیاز دشوار است.

نقص در سرامیک به ترک منجر می‌شود، که می‌تواند به خرابی تجهیزات خطرناک بالقوه منجر شود. چنین موتورهایی در تنظیمات آزمایشگاهی امکان‌پذیر هستند، اما تولید انبوه با فناوری فعلی امکان‌پذیر نیست.
- از سرامیکی‌ها برای ساخت قطعات توربین گازی [[[موتور گرما | موتورها]] استفاده می‌شود. در حال حاضر، حتی تیغه‌های ساخته شده از الیاژهای فلزی پیشرفته که در بخش داغ موتورها استفاده می‌شوند، نیاز به خنک‌کننده و محدود کردن دقیق دمای کار دارند اما موتورهای توربینی که از سرامیک ساخته می‌شوند کارایی بیشتری دارند و برد بالاتری را به ازاء مقدار مشخصی از سوخت به هواپیما می‌دهند.

## سرامیک شیشه ای
مواد سرامیک شیشه ای خواص مشترک زیادی با شیشه و سرامیک دارد. سرامیک‌های شیشه ای دارای یک فاز آمورف و یک یا چند مرحله کریستالی هستند و به روش «تبلور کنترل شده» تولید می‌شوند، که به‌طور معمول از استفاده آن‌ها در ساخت شیشه اجتناب می‌شود.
در پردازش سرامیک شیشه ای، شیشه مذاب به تدریج قبل از گرم کردن و بازپخت کردن سرد می‌شود. در این عملیات حرارتی شیشه تا حدودی متبلور می‌شود. در بسیاری موارد به اصطلاح «عوامل هسته سازی» به منظور تنظیم و کنترل فرایند تبلور اضافه می‌شوند. از آنجا که معمولاً هیچ فشار و پختکاری وجود ندارد، معمولاً سرامیک‌های شیشه ای شامل کسری حجم ناشی از تخلخل در سرامیک‌های سینتر نیستند.
این اصطلاح عمدتاً به ترکیبی از لیتیوم و آلومینوسیلیکات گفته می‌شود که مجموعه ای از مواد با خصوصیات ترمومکانیکی جالبی را به وجود می آورند. از نظر تجاری مهمترین این تمایز غیرقابل نفوذ بودن در برابر شوک حرارتی است؛ بنابراین سرامیک‌های شیشه ای برای پخت و پز میزبان بسیار مفید شده‌اند. ضریب انبساط حرارتی منفی (TEC) از فاز سرامیکی کریستالی می‌تواند با TEC مثبت فاز شیشه ای متعادل شود. در یک نقطه معینی (۷۰٪ ~ کریستالی) سرامیک شیشه ای دارای یک TEC خالص نزدیک به صفر است. این نوع سرامیک شیشه ای دارای خواص مکانیکی عالی است و می‌تواند تغییرات مکرر و سریع دما را تا ۱۰۰۰ °C حفظ کند.

## فرایند
فرایند سرامیک سنتی به‌طور کلی از این دنباله پیروی می‌کند: فرز ← بچینگ ← مخلوط کردن ← تشکیل ← خشک کردن ← آتش‌سوزی ← مجمع.
- 'فرز' 'فرآیندی است که با استفاده از آن مواد از یک اندازه بزرگ به اندازه کوچکتر کاهش می‌یابد. فرز ممکن است شامل شکسته شدن مواد سیمانی (در این حالت ذرات جداگانه شکل خود را حفظ کنند) یا پودر شدن (که شامل خرد کردن ذرات خود به اندازه کوچکتر است). تراشکاری به‌طور کلی با روشهای مکانیکی انجام می‌شود، از جمله  جذابیت  (که برخورد ذره به ذره است که منجر به تجزیه آگلومرات یا برش ذرات می‌شود)، «فشرده سازی» (که نیرویی را در پی دارد که منجر به شکستگی می‌شوند)، و «تأثیر» (که از یک دستگاه فرز یا ذرات خود برای ایجاد شکستگی استفاده می‌کند). تجهیزات آسیاب جذب شامل اسکرابر مرطوب (که به آن آسیاب سیاره ای یا آسیاب جاذبه مرطوب نیز گفته می‌شود) است، که دارای دستمالهایی در ایجاد گردابهایی است که در آن ماده برخورد می‌کند و می‌شکند. آسیاب‌های فشرده سازی شامل فک سنگ‌شکن، سنگ‌شکن غلتکی و سنگ‌شکن مخروطی هستند. آسیاب‌های ضربه ای شامل آسیاب توپ هستند که دارای رسانه‌هایی هستند که مواد را شکست داده و شکست می‌دهند. ضربه گیرهای شافت باعث ظهور ذرات و تراکم ذرات می‌شوند.

## کارخانه
کارخانه‌هایی که در آن‌ها به مهندس‌های سرامیک نیاز است:
- کارخانجات شیشه جام و بلور و به‌طور کلی تولیدات شیشه‌ای
- کارخانجات تولید ظروف کریستال
- کارخانجات تولیدکننده کاشی و سرامیک ساختمانی
- کارخانجات تولیدکننده مظروفات چینی و آرکوپال، چینی پهداشتی
- کارخانه تولید سیمان و آهک
- کارخانه تولید مواد نسوز، دیرگدازها و عایق‌های حرارتی
- کارخانه تولید آجر